# Jamie Margolin
Jamie Margolin, nascida em Seattle a 10 de dezembro de 2001, é uma activista climática dos Estados Unidos. Em 2019, foi incluída na prestigiosa lista das 100 Mulheres, publicada pela BBC.